# Jouarre
Jouarre és un municipi francès, situat al departament de Sena i Marne i a la regió de Illa de França. L'any 2007 tenia 4.085 habitants.
Forma part del cantó de La Ferté-sous-Jouarre, del districte de Meaux i de la Comunitat de comunes del Pays fertois.

## Demografia

### Població
El 2007 la població de fet de Jouarre era de 4.085 persones. Hi havia 1.348 famílies, de les quals 280 eren unipersonals (136 homes vivint sols i 144 dones vivint soles), 320 parelles sense fills, 616 parelles amb fills i 132 famílies monoparentals amb fills.
La població ha evolucionat segons el següent gràfic:
Habitants censats

### Habitatges
El 2007 hi havia 1.557 habitatges, 1.358 eren l'habitatge principal de la família, 74 eren segones residències i 125 estaven desocupats. 1.181 eren cases i 359 eren apartaments. Dels 1.358 habitatges principals, 909 estaven ocupats pels seus propietaris, 410 estaven llogats i ocupats pels llogaters i 39 estaven cedits a títol gratuït; 30 tenien una cambra, 146 en tenien dues, 253 en tenien tres, 325 en tenien quatre i 604 en tenien cinc o més. 935 habitatges disposaven pel capbaix d'una plaça de pàrquing. A 630 habitatges hi havia un automòbil i a 595 n'hi havia dos o més.

### Piràmide de població
La piràmide de població per edats i sexe el 2009 era:
| Homes | Edats   | Dones |
| ----- | ------- | ----- |
| 4     | 95 o +  | 48    |
| 24    | 90 a 94 | 64    |
| 22    | 85 a 89 | 93    |
| 19    | 80 a 84 | 33    |
| 22    | 75 a 79 | 47    |
| 69    | 70 a 74 | 50    |
| 47    | 65 a 69 | 73    |
| 45    | 60 a 64 | 68    |
| 79    | 55 a 59 | 62    |
| 88    | 50 a 54 | 94    |
| 110   | 45 a 49 | 104   |
| 136   | 40 a 44 | 127   |
| 149   | 35 a 39 | 151   |
| 120   | 30 a 34 | 131   |
| 93    | 25 a 29 | 126   |
| 107   | 20 a 24 | 100   |
| 113   | 15 a 19 | 142   |
| 122   | 10 a 14 | 135   |
| 117   | 5 a 9   | 149   |
| 118   | 0 a 4   | 109   |

## Economia
El 2007 la població en edat de treballar era de 2.583 persones, 1.901 eren actives i 682 eren inactives. De les 1.901 persones actives 1.721 estaven ocupades (931 homes i 790 dones) i 180 estaven aturades (81 homes i 99 dones). De les 682 persones inactives 190 estaven jubilades, 254 estaven estudiant i 238 estaven classificades com a «altres inactius».

### Ingressos
El 2009 a Jouarre hi havia 1.342 unitats fiscals que integraven 3.872 persones, la mediana anual d'ingressos fiscals per persona era de 18.813 €.

### Activitats econòmiques
Dels 135 establiments que hi havia el 2007, 1 era d'una empresa extractiva, 5 d'empreses alimentàries, 1 d'una empresa de fabricació de material elèctric, 5 d'empreses de fabricació d'altres productes industrials, 37 d'empreses de construcció, 13 d'empreses de comerç i reparació d'automòbils, 4 d'empreses de transport, 6 d'empreses d'hostatgeria i restauració, 5 d'empreses d'informació i comunicació, 1 d'una empresa financera, 7 d'empreses immobiliàries, 16 d'empreses de serveis, 22 d'entitats de l'administració pública i 12 d'empreses classificades com a «altres activitats de serveis».
Dels 48 establiments de servei als particulars que hi havia el 2009, 1 era una oficina de correu, 1 autoescola, 9 paletes, 5 guixaires pintors, 6 fusteries, 6 lampisteries, 4 electricistes, 4 empreses de construcció, 5 perruqueries, 2 restaurants, 4 agències immobiliàries i 1 saló de bellesa.
Dels 8 establiments comercials que hi havia el 2009, 1 era una botiga de més de 120 m², 3 fleques, 2 carnisseries, 1 una peixateria i 1 una llibreria.
L'any 2000 a Jouarre hi havia 20 explotacions agrícoles que ocupaven un total de 2.700 hectàrees.

## Equipaments sanitaris i escolars
El 2009 hi havia 1 un hospital de tractaments de llarga durada, 1 psiquiàtric, 1 farmàcia i 2 ambulàncies.
El 2009 hi havia 1 escola maternal i 1 escola elemental.

## Poblacions més properes
El següent diagrama mostra les poblacions més properes.